# Ziesar

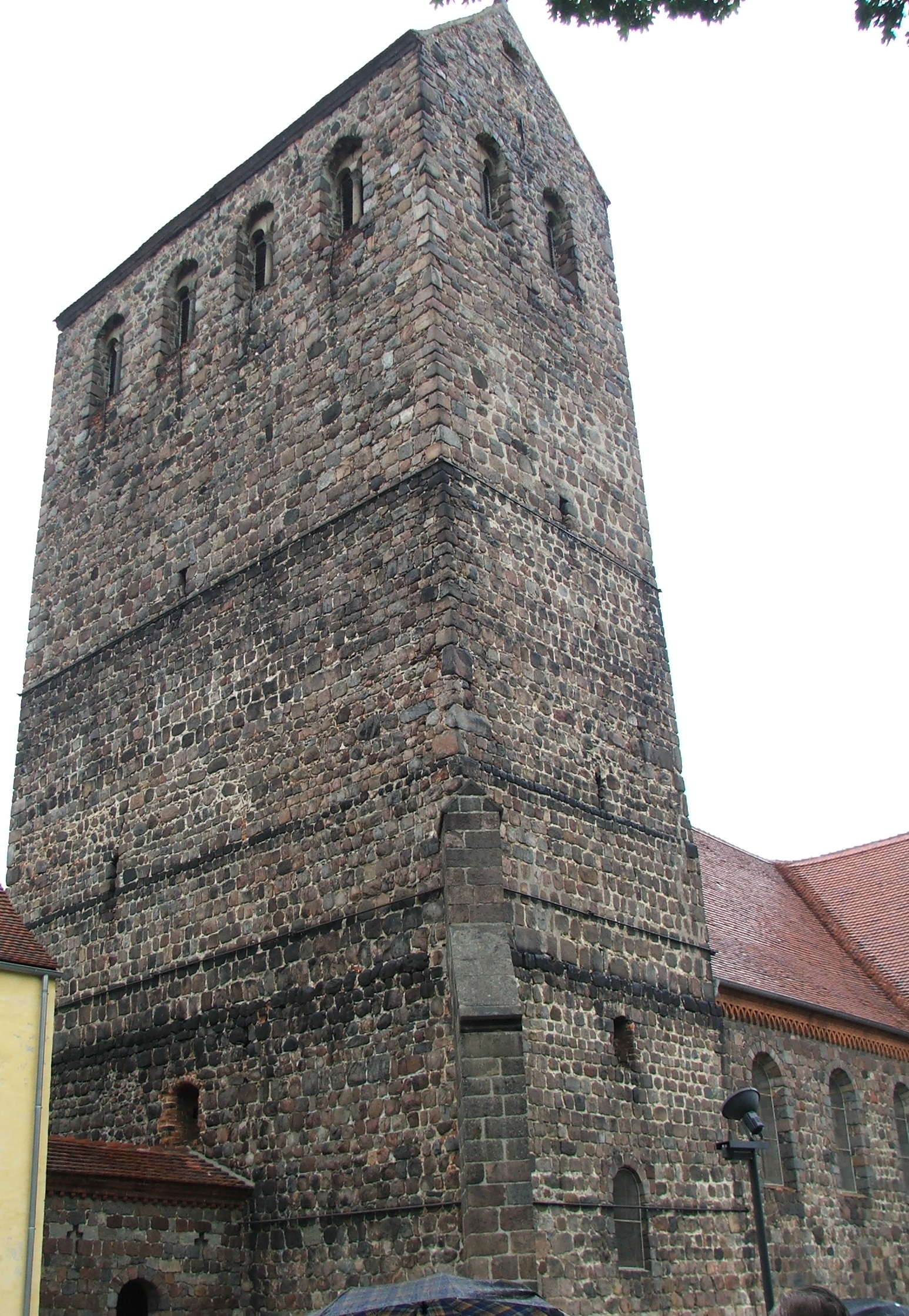
Town church in Ziesar.

Ziesar (phát âm tiếng Đức: [tsiˈeːzaɐ̯]) là một đô thị thuộc huyện Potsdam-Mittelmark, bang Brandenburg, Đức.